# Nigel Williams

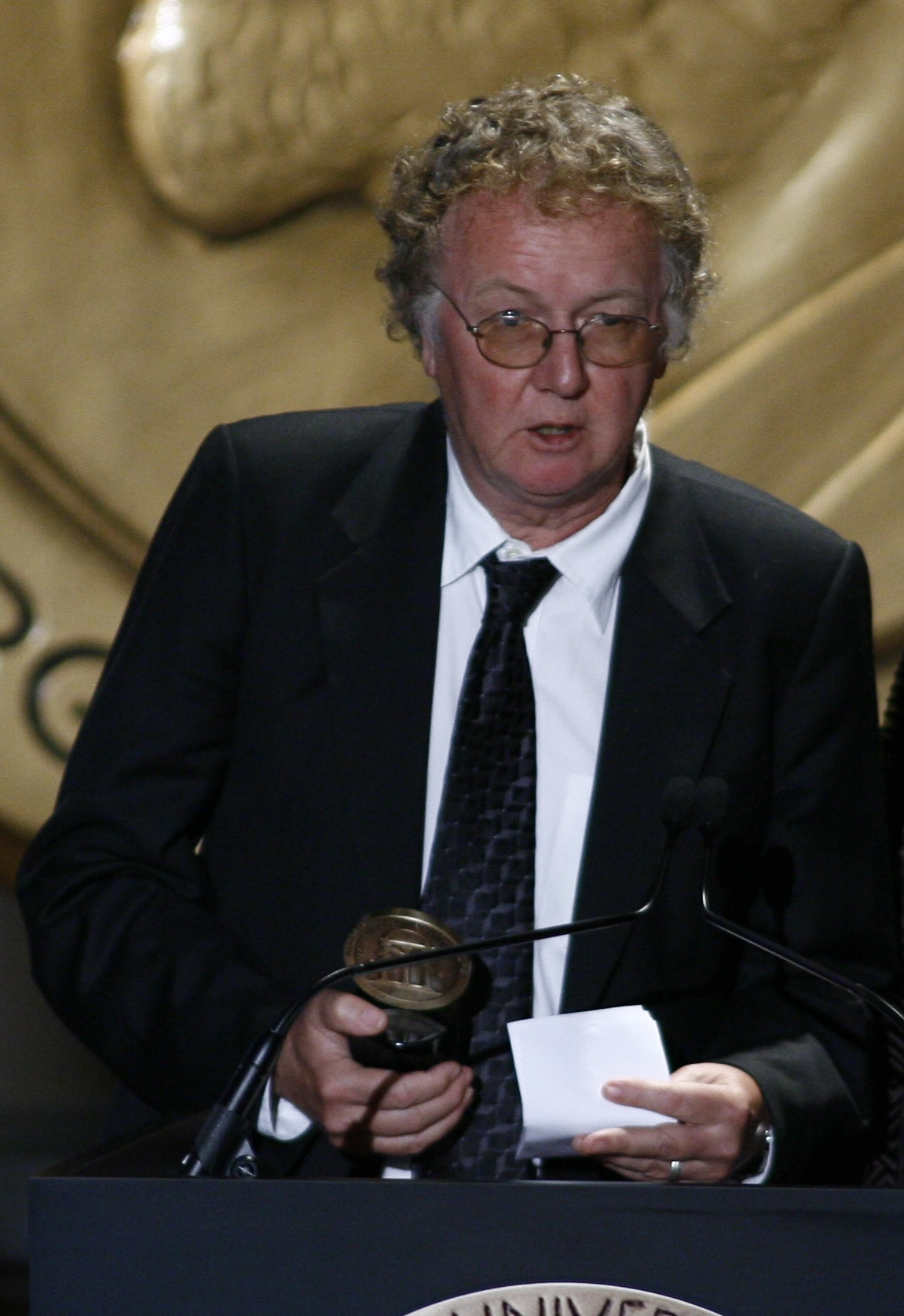
Nigel Williams bei den Peabody Awards 2007

Nigel Williams (* 20. Januar 1948 in Cheadle, Cheshire, Großbritannien) ist ein britischer Schriftsteller, der für Hörfunk und Fernsehen arbeitet. Außerdem ist er Verfasser von mehreren Romanen, Kinderbüchern und Theaterstücken.

## Leben
Nigel Williams wurde als Sohn eines Schuldirektors geboren. Nach dem Studium an der Highgate School und dem Oriel College der Universität Oxford arbeitete er am Oriel College als Dozent.
Mit seinem Stück Klassen Feind (Class Enemy), das in England zum wichtigsten Stück des Jahres 1978 gewählt wurde, gelang ihm der Durchbruch als Bühnenautor. Die Uraufführung war am 9. März 1978 am Royal Court Theatre, London. Die deutsche Erstaufführung fand am 23. April 1981 an der Schaubühne am Halleschen Ufer in Berlin unter der Regie von Peter Stein statt.
1994 gewann er für seine Fernsehadaption von William Horwoods Skallagrigg mit dem BAFTA einen der wichtigsten britischen Fernsehpreise. Seine bisher erfolgreichste Arbeit war das englische Fernsehspiel Elizabeth I, für das er für einen Emmy Award nominiert wurde. Seine erste Novelle My Life Closed Twice gewann im Jahre 1974 den Somerset Maugham Award. 
Zum Repertoire vieler Theater zählt vor allem seine Dramatisierung des Romans von William Golding, Der Herr der Fliegen (Lord of the Flies, UA: 31. Juli 1995, Royal Shakespeare Company at The Other Place, Stratford-upon-Avon; DSE: 23. Januar 1999, Rheinisches Landestheater Neuss).
Nur ein sehr überschaubarer Teil des Werkes von Nigel Williams wurde ins Deutsche übersetzt bzw. wird in Deutschland verlegt, darunter Zweieinhalb Männer im Boot (Originaltitel: Two and a half men in a boat), in der der Autor die bekannte humoristische Reiseerzählung Drei Mann in einem Boot des britischen Autors Jerome K. Jerome 100 Jahre später mit Freunden nachempfindet und dabei die literarische Vorlage analysiert.
Nigel Williams ist verheiratet und Vater von drei Söhnen. Er lebt in Putney, im Südwesten Londons.

## Werke
Übersetzungen ins Deutsche:
- Chefsache (Roman, erschienen bei Goldmann)
- MitGift (Roman, erschienen bei Goldmann)
- Zweieinhalb Männer im Boot. Roman einer modernen Themsefahrt. (Roman, erschienen 1996 im Haffmans Verlag, Zürich, und 1998 bei Piper als 2 1/2 Männer im Boot)
- Klassenfeind (Theaterstück, erschienen in Theater heute Ausgabe 06/1981)
- Tolle Wurst. Von nun an geht’s bergab. (Roman, Originaltitel Fortysomething, erschienen 1999 bei Penguin, deutsche Übersetzung 2010 bei Heyne)